# Yowah
Yowah ist eine kleine Ortschaft im Outback im Westen von Queensland, Australien. Der Ort liegt 132 Kilometer von Cunnamulla und 813 Kilometer von Brisbane entfernt. Nach einer Zählung im Jahr 2021 hatte Yowah eine Bevölkerung von 126 Personen. Die Zahl schwankt, da sich dort zeitweise Opalsucher aufhalten.

## Ort und Opale

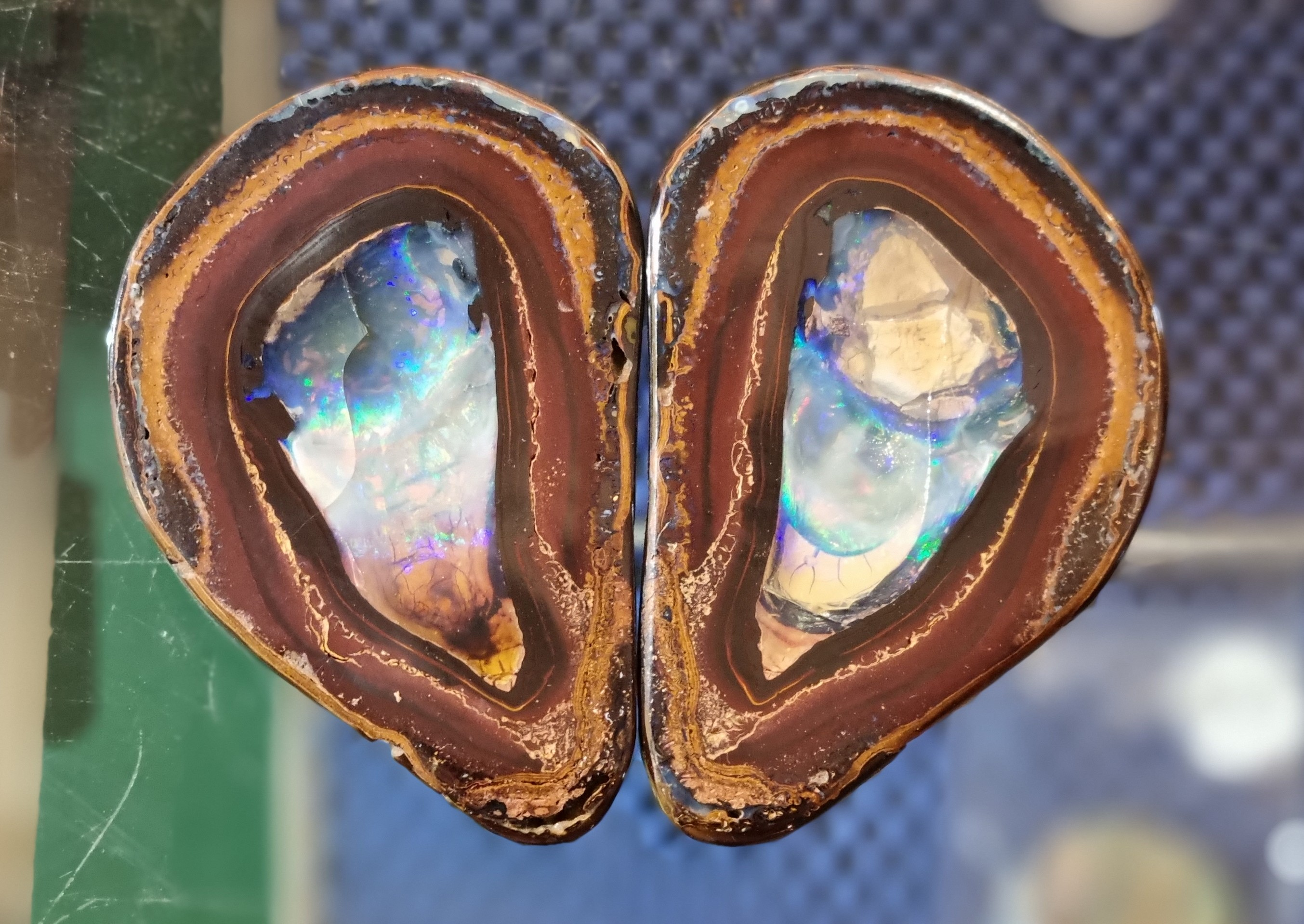
Yowah Nuss Opal

Der Ort ist für seine Opalfunde bekannt und wurde in den Yowah Opal Mining Fields erbaut, die später in Yowah Nut Fields umbenannt wurden. 1883 wurden die ersten Opale abgebaut, die Yowah-Nüsse heißen. Es handelt sich um nussförmige Eisenkonkretionen, die in ihrem Kern Opale enthalten.
Etwa 25 Kilometer südlich von Yowah befindet sich ein kleines Opalfeld Black Gate und die Leopardwood Mine. In diesem Gebiet werden Opale gefunden, die Yowah-Nüsse, Schwarzopale, sogenannte Kristall-Opale und auch Fossilien. Opalsucher benötigen eine Lizenz zur Opalsuche und dürfen nur mit händischen Werkzeugen arbeiten.
Der Ort ist ein ländliches Durchgangszentrum mit Bibliothek, Touristeninformation, Café und Internetcafé. Erst seit wenigen Jahren hat der Ort Elektrizität, Wasser, Telefon und Fernsehen über Satellit.
Über das Gebiet gibt es einen Wanderführer und alljährlich findet im Juli das Yowah Opal Festival statt.
Yowah besitzt die kleinste Grundschule in Queensland.